# The Mescaleros
A banda The Mescaleros foi um projeto criado por Joe Strummer vários anos após o final do The Clash. Formada em 1999, chegou a fazer três álbuns antes da morte de Strummer, em 2002. Muitos dos membros da banda eram multi-instrumentistas. A formação original era composta por Strummer nos vocais e guitarra, Antony Genn na guitarra base, Scott Shields no baixo, Martin Slattery nos teclados e guitarra, Pablo Cook na percussão e vários instrumentos e, Smiley (aka Steve Barnard) na bateria. Richard Flack também apareceu nos efeitos e instrumentos.